# Новоолександрівка (Берестинський район)
Новоолекса́ндрівка — село в Україні, у Берестинському районі Харківської області. Населення становить 976 осіб. Орган місцевого самоврядування — Новоолександрівський старостинський округ.
Після ліквідації Сахновщинського району 19 липня 2020 року село увійшло до Красноградського (Берестинського) району.

## Географія
У селі бере початок Балка Куценька, права притоки Куций, нижче за течією на відстані 3,5 км розташоване село Нова Балка. На річці зроблено кілька загат. Село примикає до селища Сахновщина. Поруч проходять автомобільні дороги Р79, Т 2120 і залізниця, найближчі станції Сахновщина і платформа 136 км (2 км).

## Історія
- 1885 — дата заснування як хутір Очеретувате. Хутір заснований переселенцями з Чернігівської губернії.
- 1905 — перейменоване в село Новоолександрівка.

## Населення

### Мова
Розподіл населення за рідною мовою за даними перепису 2001 року:
| Мова            | Кількість | Відсоток |
| --------------- | --------- | -------- |
| українська      | 919       | 94.16%   |
| російська       | 52        | 5.33%    |
| білоруська      | 1         | 0.10%    |
| вірменська      | 1         | 0.10%    |
| інші/не вказали | 3         | 0.31%    |
| Усього          | 976       | 100%     |

## Економіка
- Свино-товарна ферма.
- Цегельний завод.

## Об'єкти соціальної сфери
- Дитячий садочок.
- Школа.
- Будинок культури.
- Фельдшерсько-акушерський пункт.